# Vlag van de Eenheid

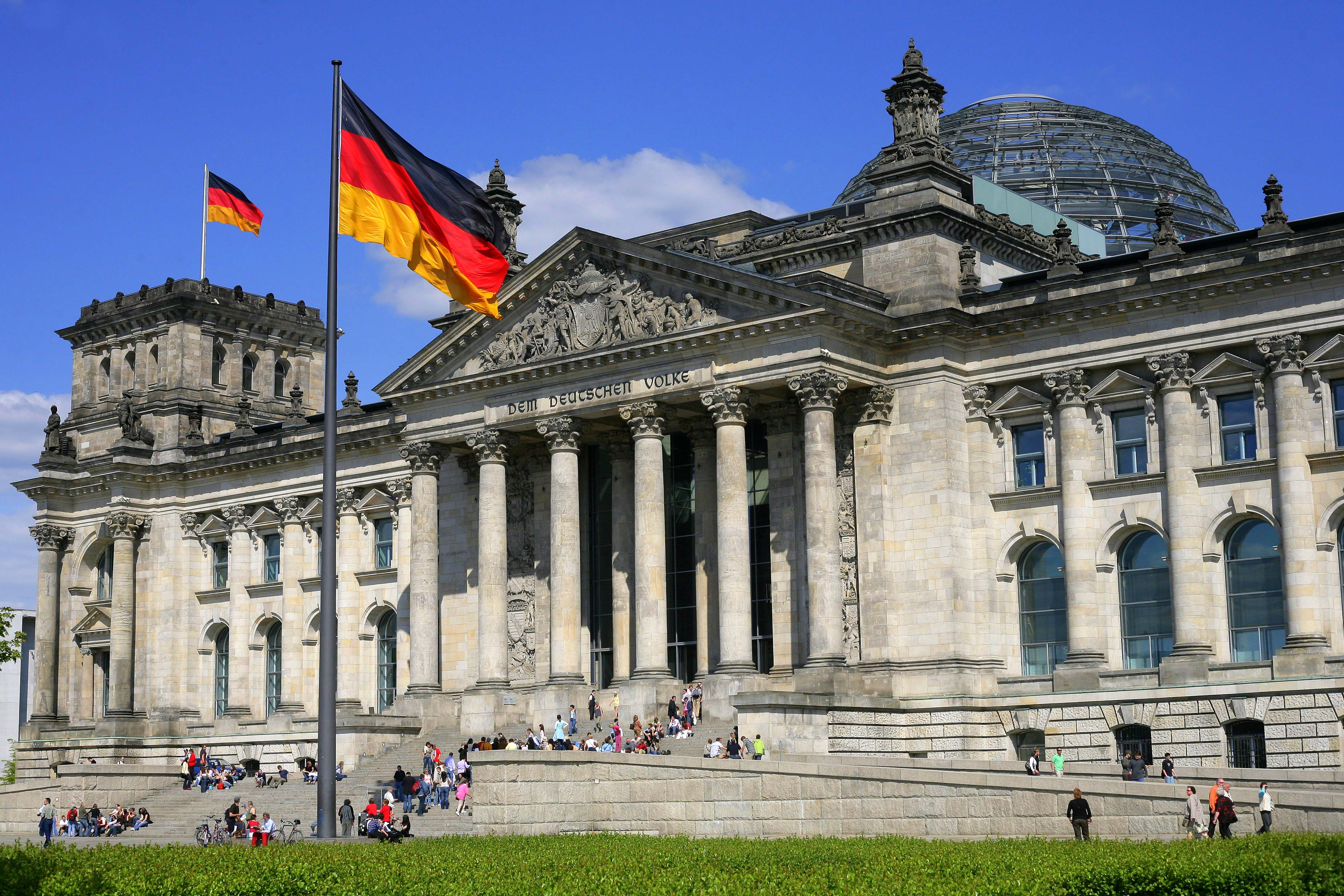
Vlag van de Eenheid voor het Rijksdaggebouw

De Vlag van de Eenheid (Flagge der Einheit, Einheitsflagge of Fahne der Einheit) is een Duitse vlag die te vinden is aan een vlaggenstok op de Platz der Republik in Berlijn, voor de westingang van het Rijksdaggebouw. De vlag is met afmetingen van zes bij tien meter de grootste officieel gebruikte vlag van het land. Ze werd op 3 oktober 1990, de dag van de Duitse hereniging, gehesen en is sindsdien dag en nacht blijven wapperen. 's Nachts wordt de vlag verlicht.
Links naast de mast waaraan de Vlag van de Eenheid hangt bevinden zich drie andere vlaggenmasten. Van deze drie masten voert de linker de Europese vlag en de rechter een normale variant van de Duitse vlag. De middelste mast wordt gebruikt om bij staatsbezoeken de vlag van het bezoekende land te tonen; wanneer er geen staatsbezoek is blijft de mast leeg.

## De vlag van de eenheid halfstok
De categorisering van de eenheidsvlag als nationaal monument betekent onder andere dat de vlag is vrijgesteld van de vlaggenconventie voor de gebouwen van de Duitse Bondsdag. Vanwege het belang als vlaggenmonument wordt de vlag daarom meestal niet halfstok gehesen. Sinds het ceremoniële hijsen van de vlag op de dag van de hereniging op 3 oktober 1990 heeft de Duitse Bondsdag alleen bij de volgende gelegenheden opdracht gegeven de vlag halfstok te hijsen:
- 11 september 2001, de dag van de terroristische aanslagen in de VS op 11 september 2001
- 26 april 2002, de dag van de schietpartij op de middelbare school Gutenberg (Erfurt)
- 14 november 2015, na de terroristische aanslagen in Parijs op 13 november 2015
- 23 maart 2016, na de terroristische aanslagen in Brussel op 22 maart 2016